# تشيني برانون
تشيني برانون (بالإنجليزية: Cheney Brannon)‏ هو طبال أمريكي، ولد في 29 أبريل 1973.